# ویکی
ویکی (به انگلیسی: Wiki) به تارنما‌هایی گفته می‌شود که به تمام بازدیدکننده‌هایش (حتی گاه، بدون نیاز به نام‌نویسی در تارنما)، اجازهٔ ویرایش، افزودن یا حذف نوشته‌ها را می‌دهد. معمولاً در ویکی‌ها متن‌ها با استفاده از یک زبان نشانه‌گذاری ساده نوشته می‌شوند و با کمک یک ویرایشگر متن غنی قابل ویرایش است.
به نرم‌افزارهای ویکی که پایهٔ چنین تارنماهایی را ممکن می‌سازند، «موتور ویکی» گفته می‌شود. موتور ویکی، یک سامانه مدیریت محتوا است که ساختار نامستقیم کمی دارد و کاربران می‌توانند بسته به نیازشان با تمام قسمت‌ ها مستقیماً کار کنند. تفاوت این سامانهٔ مدیریت محتوا با سایر سامانه‌ها، ازجمله وبلاگ‌ها، این است که در ویکی ایجاد محتوا بدون مالک یا رهبرِ با نویسنده یا ویرایشگر تعریف‌شده انجام می‌گیرد و ساختار غیرمستقیم کمتری وجود دارد؛ بنابراین، ساختار در ارتباط با نیازهای کاربران است.
تاکنون بزرگ‌ترین ویکی، ویکی‌پدیا بوده‌است، اما ویکی‌های دیگری مثل ویکی‌کتاب نیز وجود دارند. اولین ویکی در اینترنت را وارد کانینگهام در سال ۱۹۹۵ و با نام ویکی‌ویکی‌وب ایجاد کرد. منشأ واژهٔ «ویکی‌ویکی»، که در نام این وبگاه به کار رفته‌بود، از واژهٔ «ویکی» الهام‌گرفته از نام یکی از خطوط اتوبوس‌رانی یکی از خیابان‌های جنوبی در هاوایی بود. (عبارت WikiWiki در زبان مردم هاوایی به‌معنی «بدو بدو» است)
ویژگیها «ویکی» و «ویکی‌ویکی» برای شناسایی نوع ویژه‌ای از فرامتن‌ها (HTML) یا نرم‌افزارهای مشارکت‌گرای تولیدکنندهٔ آن‌ ها به کار برده می‌شود.

## ویژگی‌ها
یک ویکی مجموعه صفحات وبی است که به هر کسی این اجازه را می‌دهد تا در تهیهٔ محتوای آن مشارکت کند، یا دست‌کم هر کسی که به نرم‌افزار سرویس‌دهندهٔ ویکی دسترسی دارد.
وارد کانینگهام، تولیدکنندهٔ اولین نرم‌افزار ویکی به نام «ویکی‌ویکی‌وب» (WikiWiki Web)، دربارهٔ ویکی‌ها می‌گوید: «ساده‌ترین پایگاه دادهٔ برخط که عملاً کار می‌کند.» ایشان در کتابی که به همراه بو لوف نوشته‌است (کتاب راه ویکی) مفهوم ویکی را به صورت‌های زیر تعریف کرده‌است:
- یک ویکی از همه کاربران دعوت می‌کند تا هر صفحه‌ای در آن وبگاه را ویرایش کنند یا صفحه‌های جدید ایجاد کنند؛ برای این کار فقط به یک مرورگر وانیلی نیاز است و به نصب هیچ افزونه‌ای نیاز نیست.
- ویکی ارتباط معنی‌دار بین صفحاتش را با ایجاد پیوند که به تقریباً به آسانی قابل انجام است امکان‌پذیر می‌سازد و نشان می‌دهد آیا یک صفحه مورد درخواست وجود دارد یا نه.
- ویکی توسط نویسنده‌های حرفه‌ای نوشته نمی‌شود بلکه برای بازدیدکنندگان معمولی طراحی شده‌است. پایه تغییرات در فضای ویکی مبتنی بر همکاری است.

### ویرایش کردن صفحه‌های ویکی
ویکی‌ها با واسط کاربریِ نسبتاً ساده‌ای امکان تولید فرامتن و استفاده از زبان‌های نشانه‌گذاری را فراهم می‌آورند و اغلب برای ایجاد پایگاه‌های وبِ گروهی و ارتقای پایگاه‌های اجتماعی و تحقق مدیریت دانش به کار برده می‌شوند. برای مثال، دانشنامهٔ ویکی‌پدیا بهترین نمونهٔ شناخته‌شده از ویکی‌ها است.
در برخی از ویکی‌ها یک دکمه یا پیوند در بالای صفحه قرار دارد که با کلیک روی آن، فوراً می‌توانید صفحه را ویرایش کنید البته به شرطی که کاربر اجازه ویرایش داشته باشد. بدین ترتیب یک صفحه قابل ویرایش مبتنی بر متن در اختیار کاربر قرار می‌گیرد که در آن از زبان نشانه‌گذاری ساده مثل ویکی‌متن یا ویکی‌کد استفاده شده‌است (این صفحه ویرایش شدنی از نوع دریافت عین مشاهده است). به عنوان مثال اگر در آغاز سطرها ستاره بگذارید، یک فهرست گلوله‌ای ایجاد می‌شود.

### ناوبری
در لابلای متن بیشتر صفحه‌ها پیوندهای ابرمتن به سایر صفحات متن وجود دارد. این شکل ناوبری غیر خطی بیشتر بومی ویکی است تا الگوهای ناوبری رسمی‌شده.
برخی از ویکی‌ها در صفحات‌شان پیوند ورودی دارند که نشان می‌دهد چه صفحه‌هایی به صفحه مورد نظر پیوند داده‌اند. همچنین به‌طور معمول می‌توان پیوندهایی به صفحاتی که هنوز وجود ندارند ایجاد کرد به عنوان راهی که دیگران را دعوت کنیم آنچه را دربارهٔ یک موضوع جدید در ویکی می‌دانند تبادل کنند.

### پیوند دادن و ایجاد صفحه جدید
برای ایجاد پیوندها قاعده مشخصی رعایت می‌شود که «الگوی پیوند» نامیده می‌شود. در اصل بیشتر ویکی‌ها برای نام‌گذاری صفحات و ایجاد پیوندها از نگارش شتری پیروی می‌کردند. به این صورت که واژه‌ها را با حرف اول بزرگ می‌نوشتند و بین واژه‌ها فاصله نمی‌دادند.

### جستجو کردن
در اکثر ویکی‌ها فقط امکان جستجوی عنوان مقاله وجود دارد اما ویکی‌هایی هستند که جستجوی تمام متن نیز دارند. این موضوع به این بر می‌گردد که موتور ویکی از یک پایگاه داده استفاده می‌کند یا نه. بعضی از ویکی‌ها مثل پی‌ام‌ویکی از پایگاه داده flat files استفاده می‌کنند. نسخه های اولیه مدیاویکی نیز از پایگاه داده flat files استفاده می‌کردند که در اوایل سال‌های ۲۰۰۰ توسط لی دانیل کروکر نوشته شده بود.

## تاریخچه
کانینگهام در سال ۱۹۹۴ نرم‌افزار و وبگاه را توسعه داد تا تبادل اطلاعات را بین برنامه‌نویسان ساده‌تر کند. این ایده بر پایه فایل‌های استک هایپرکارد بنا شده بود که در اواخر سال‌های ۱۹۸۰ ایجاد شده بودند. کانینگهام در ۲۵ مارس ۱۹۹۵ این نرم‌افزار را روی وبگاه شرکت خودش (کانینگهام اند کانینگهام) نصب کرد. کانینگهام به یاد مسئول باجه فرودگاه هونولولو که به او گفته بود برای رفتن به پایانه فرودگاه سوار اتوبوس ویکی‌ویکی شود این نام را برگزید. ویکی‌ویکی دوگان‌سازی واژه «ویکی» است که در زبان هاوایی به معنی تند و زود به کار می‌رود.

## تعریف‌های جایگزین
در سال‌های ۱۹۹۰ و ۲۰۰۰ واژه ویکی هم به وبگاه‌های قابل ویرایشی و هم به نرم‌افزاری که این قدرت قابل ویرایش بودن را به آن‌ها می‌داد گفته می‌شد، البته هنوز هم از این معنای دوم استفاده می‌شود. خالق ویکی، وارد کانینگهام در سال ۲۰۱۴ نوشت فقط وقتی می‌توانیم از واژه «ویکی» برای نامیدن یک وبگاه استفاده کنیم که صفحاتش توسط کاربران قابل ویرایش باشد.

## مزایای ویکی‌ها
ویکی‌ها به کاربران این اجازه را می‌دهند که بدون دانش برنامه‌نویسی برای وب، اقدام به ایجاد صفحات اینترنتی دربارهٔ موضوعات مختلف بکنند. برای این منظور، ویکی‌ها از قراردادهای ساده‌تری برای اصلاح ظاهر متونی که در ویکی گذاشته می‌شوند استفاده می‌کنند، که این قواعد در هر ویکی متفاوت با دیگری است.
یکی دیگر از مزایای ویکی‌ها آن است که هرگونه تغییر در صفحات ثبت می‌شود، و صفحات قابل بازگرداندن به وضعیت قبل از تغییر هستند. همچنین، بسیاری از ویکی‌ها (نظیر ویکی‌پدیا) این امکان را برای کاربران فراهم می‌کنند که محتوای یک صفحه را قبل و بعد از اِعمال چندین مرحله تغییر، مقایسه کنند.
ویژگی‌ای که به صورت‌های مختلف در ویکی‌ها دیده می‌شود، قابلیت پیوند به صفحه‌ای دیگر است، چه آن صفحه موجود باشد چه نه. در ویکی‌پدیا، متن‌های به‌صورت [[ویکی‌پدیا]] به شکل پیوند درمی‌آیند، و اگر صفحهٔ مربوط به متن موجود نباشد، پیوند با رنگ قرمز نمایش داده می‌شود.

## همایش‌های مرتبط با ویکی‌ها
به‌طور کلی همایش‌ها و نشست‌های مرتبط با ویکی موارد زیر هستند:
- سمپوزیوم بین‌المللی دربارهٔ ویکی‌ها
- اردوی تغییرات اخیر، یک همایش باز مرتبط با موضوعات ویکی

همایش‌های دربارهٔ وبگاه‌های ویکی خاص و برنامه‌ها موارد زیر هستند:
- گردهمایی اطلسیان، یک همایش سالیانه برای کاربران نرم‌افزار اطلسیان
- تیکی‌فست
- ویکی‌مانیا

## ویکی‌مدیا و زبان فارسی
بر اساس چهارچوب پروژه‌های چندزبانهٔ بنیادِ ویکی‌مدیا، در زبان فارسی نیز از یک نرم‌افزار ویکی استفاده شده‌است. برخی از پروژه‌های فارسیِ این بنیاد از این قرارند:

ویکی‌پدیای فارسی
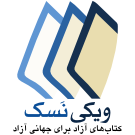
ویکی‌کتاب فارسی
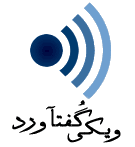
ویکی‌گفتاورد فارسی
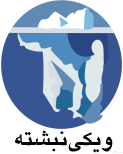
ویکی‌نبشتهٔ فارسی
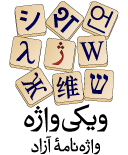
ویکی‌واژهٔ فارسی
ویکی‌خبر فارسی
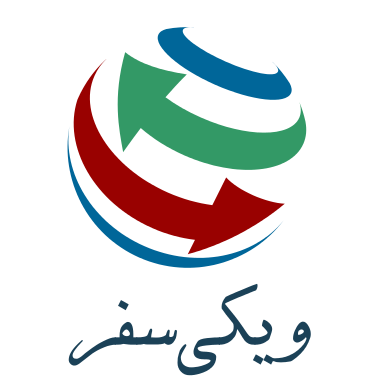
ویکی‌سفر فارسی

سایر پروژه‌های ویکی‌مدیا مثل ویکی‌انبار، ویکی‌داده و ویکی‌گونه چند زبانه هستند.